# Abildgårdskolen
Abilgårsskolen er en skole i Frederikshavn nordby.
Skolen er delt op i 5 klynger:
- Gul: Børnehaveklassen 0.A og 1.-3. klasse A og en del af Abilgård SFO.
- Grøn: Børnehaveklassen 0.B og 1.-3. klasse B og en del af Abilgård SFO.
- Blå: Børnehaven og de 5 specialklasser.
- Lilla: Mellemtrinet: 4.-6. klasse A og B.
- Rød: Udskolingen: 7.-9. klasse A og B.

Skolen har desuden 4 DAMP-klasser og tandlægen. Skolen har i alt ca. 450 elever.